# Die Tödliche Doris
Die Tödliche Doris war eine Berliner Künstlergruppe, die 1980 von den Kunststudenten Wolfgang Müller und Nikolaus Utermöhlen als Musikband gegründet wurde und der sich ein paar Monate später die Kunststudentin Chris Dreier anschloss und die in ihrer bis zur Auflösung 1987 währenden Geschichte auch in Kunst, Fotografie, Filmkunst, Video, Performance und Literatur aktiv war.
Dreißig Jahre später, 2017, veröffentlichte Bandgründer Wolfgang Müller mit Christine Dreier anknüpfend an den letzten Track der ersten Doris-LP (1982) ein Doris-Album namens „Sprechpause“ und im folgenden Jahr, 2019 unter Mitwirkung von Tabea Blumenschein das Album „Reenactment (I)“. Die Tödliche Doris offenbarte sich nun als Band, die ausschließlich aus Maschinen, beziehungsweise Maschinenklängen besteht.

## Besetzung

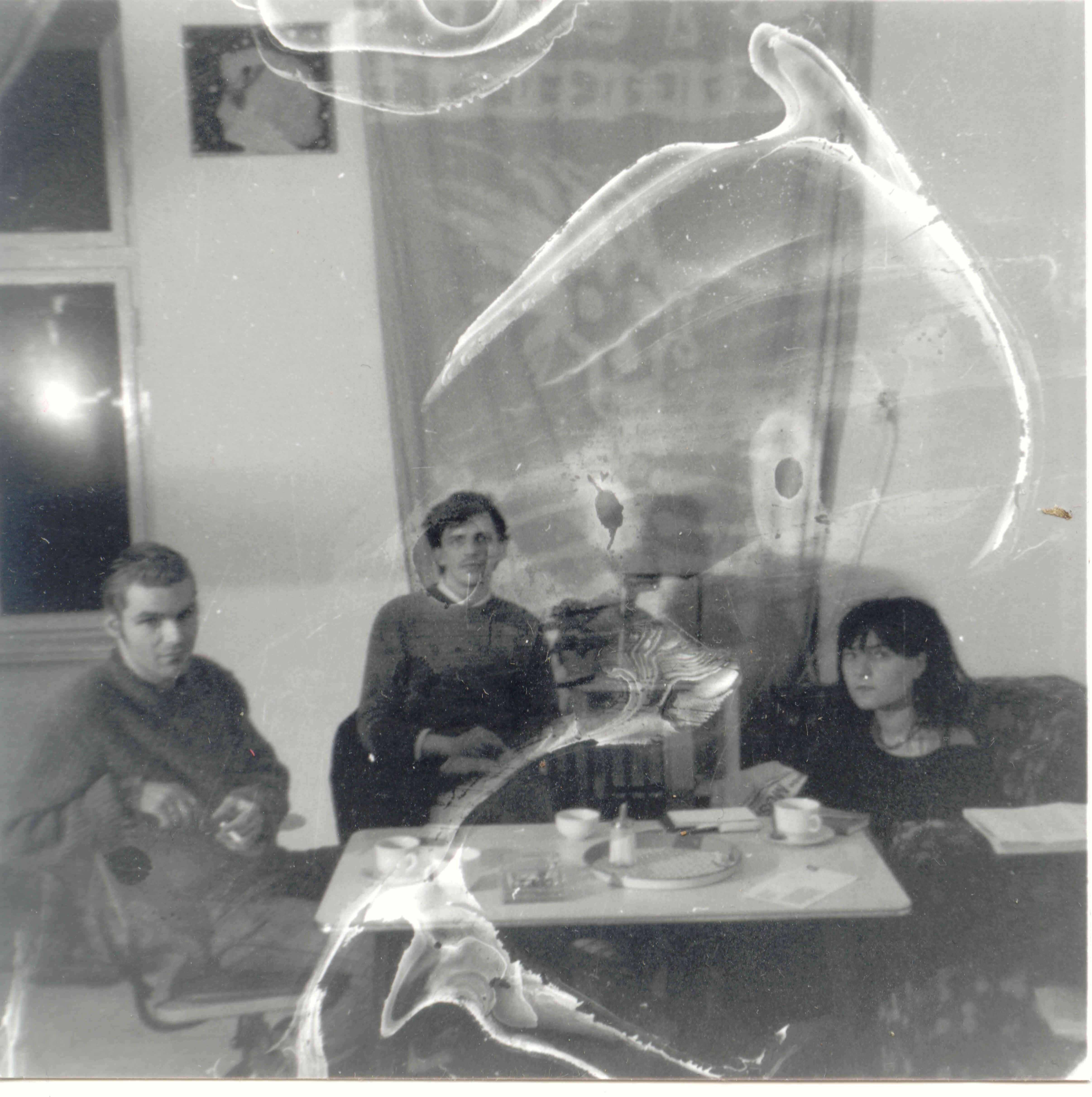
Die Tödliche Doris 1983 auf einer angeblichen Kirlianfotografie – v. l. n. r.: Utermöhlen, Müller, Kruse

Dagmar Dimitroff, die 1977 aus zehnmonatiger DDR-Haft in den Westen abgeschoben worden war, folgte 1981 Chris Dreier. Dimitroff trat 1981 sowohl auf dem Festival Genialer Dilletanten auf und sang und trommelte mit auf der ersten LP der Tödlichen Doris 1982. Nachdem 1982 die Hausbesetzerin Elke Kruse ihre Rolle übernommen hatte, hatte sich eine Formation um Wolfgang Müller, Nikolaus Utermöhlen gebildet, in der seit 1980 Tabea Blumenschein in vielfältigen Bereichen in Erscheinung trat. Tabea war beim letzten Auftritt der Tödlichen Doris am 5. Dezember 1987 in München beteiligt. Zusammen mit Hermoine Zittlau und Etsuko Okazaki sang sie in der vom Gründerduo Müller & Utermöhlen komponierten Doris-Oper „Autofahrt in Deutschland“. Tabeas Wechsel zwischen Abwesenheit und Präsenz wird in den unscharfen schwarz-weiß Bandfotos von Wolfgang Müller 1982 subtil thematisiert. In seiner „Kirlian“-Fotoserie erscheint Tabea Blumenschein auf einer gerahmten Fotografie unten mittig vor dem von ihr designten pinkfarbenen Skelettvorhang in Gestalt des Pin-Up-Girls. Zudem taucht sie auf oben links im Foto als gemaltes Porträt des mit ihr eng befreundeten Künstlers Michael Buthe. Tabea Blumenschein wirkte noch kurz vor ihrem Tod im März 2020 auf dem 2019 in Deutschland und in Japan erschienenen Die Tödliche Doris-Album Reenactment – Das Typische Ding mit. Um 1981 war Wolfgang Müllers Bruder Max am Projekt mit Filmideen (Das Leben des Sid Vicious) und musikalisch beteiligt. 2021 komponierte er die Musik für die B-Seite von Doris‘ Wahlkampf-Schallplatte, dem Remake der Wahl-Muzak, die Nikolaus Utermöhlen und Wolfgang Müller 1981 mit Chris Dreier für die Rückseite der gleichnamigen Kassette einspielten. Die Wahlslogans auf der Schallplatte werden 2021 gesprochen von Synchronsprecherin Claudia Urbschat-Mingues, die als Off-Stimme der ARD-Tagesschau bekannt ist und mit der Wolfgang Müller seit 2006 regelmäßig bei Hörspielproduktionen für den BR 2 zusammenarbeitet.

## Konzept
Unter dem Namen Die Tödliche Doris stellten Müller & Utermöhlen unentwegt die Frage nach Doris’ Identität und machten die Verkörperlichung dieser Gestalt zum eigentlichen Thema, zum Kern des künstlerischen Werkes. Auf jede von ihnen registrierte Festlegung reagierte das Duo mit der Frage nach weiteren, neuen Möglichkeiten, um sich so der Festlegung und Erstarrung zu entziehen. Dabei wurden die entstandenen Vorstellungen und Images in unterschiedlichste künstlerische Medien transferiert. Der Spiritus Rector der Tödlichen Doris, Wolfgang Müller fasste den Prozess der ständigen Dekonstruktion so zusammen: „Doris war ein Popstar ohne Körper. Ihre Präsenz bewies sie durch permanente Abwesenheit. Bedingt durch ihre Körperlosigkeit, fehlten ihr Charakter, Persönlichkeit, Identität und Stil. Für Doris selbst war das kein Problem. Denn über die Vorstellungen, die andere Menschen von ihr entwickelten, bildeten sich diese Eigenschaften und damit auch ihr Körper allmählich wie von selbst.“
Das vielfältige Werk der beiden Kunststudenten entstand 1979 im Film- und Fotobereich. Der Bandname wanderte 1980 zur Musik und besetzte sukzessive alle Sparten der Kunst von den Medien Film, Literatur und Fotografie über Performance und Video bis hin zu Malerei und Plastik.

## Werk

### Musik
Die Tödliche Doris hat in der Zeit ihrer Existenz zahlreiche Kassetten und LPs in Auflagen zwischen 20 und 3000 Stück veröffentlicht, darunter auch eine „unsichtbare“, die entsteht, wenn man die LPs „sechs“ und „Unser Debut“ gleichzeitig auf den jeweiligen A- und B-Seiten abspielt, Text und Musik sind genau aufeinander abgestimmt und fügen sich sekundengleich ineinander. Auch musizierte Die Tödliche Doris mit Gehörlosen oder engagierte Unterhaltungsmusik-Combos von der Künstlervermittlung des Arbeitsamts (die Gerry Belz Showband), die zu Noise-Tapes dann live musizierten (1984) und zugleich Teil der Gruppe wurden. Eines der bekanntesten Stücke der Band, Tanz im Quadrat, wurde im Jahr 2001 von der Band Stereo Total als Popversion gecovert. Andreas Dorau coverte 2003 den Doris-Song „Aus dem Hinterhaus“.
Nach der Auflösung der Band 1987 veröffentlichte Wolfgang Müller regelmäßig Klassiker der Tödlichen Doris in neuer Gestalt, insbesondere beachtenswert sind dabei zwei Werkausgaben, die die seltenen Kassetten erstmals auf Vinyl zugänglich machten („Angeldust“ bzw. „Strudelsölle“).
2006 wiederveröffentlichte Wolfgang Müller die erste LP als DVD „      “ – sämtliche Texte und die Musik waren nun vollständig in Gebärden umgewandelt. Die Uraufführung von „Gehörlose Musik – Die Tödliche Doris in gebärdensprachlicher Gestaltung“ fand 2006 im Berliner Gehörlosenzentrum in der Friedrichstraße statt. Die beiden Alben, die zusammengespielt werden können, veröffentlichte er 2015 auf dem Major-Label als "Die Unsichtbare LP Nr.5". Auf dem Label veröffentlichte Wolfgang Müller zudem 2019 die Vinyl-LP-Box „Die Tödliche Doris – Reenactment – Das Typische Ding“ mit 31 Tonaufnahmen von Dildo- und Vibratorsounds, 31 Sextoy-Illustrationen von Tabea Blumenschein und den 31 Sextoy-Rezensionen von Genderwissenschaftlerin Dr. Katrin Kämpf. Die Tödliche Doris, die der finnische Autor Jani Kamppinen in einem Artikel der Musikzeitschrift "Rumba" am 17. Mai 1985 als "mythologische, duchampianische Pornokönigin für die Nachkriegsgeneration" bezeichnete, verwandelte sich damit 2018 tatsächlich in eine multiple Sexmaschine."

### Kunst

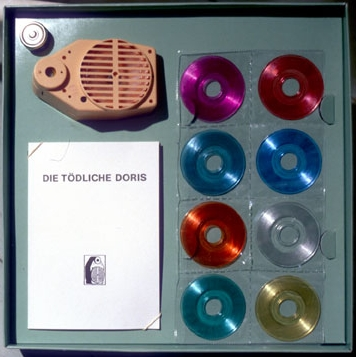
Die Chöre-und-Soli-Box

Eines der frühesten Kunstwerke der Tödlichen Doris ist die seit 1979 erarbeitete und 1981 in Kiel, Düsseldorf und Wolfsburg ausgestellte Konzeptarbeit „Material für die Nachkriegszeit“. Das Werk von Nikolaus Utermöhlen und Wolfgang Müller besteht aus Hunderten von ursprünglich weggeworfenen und von den Urhebern meist zerrissenen Automaten-Passbildern, die rekonstruiert und wie ein Puzzle zusammengefügt wurden, begleitend entstand dazu auch ein gleichnamiger Film, der erstmals 1981 auf der Pariser Biennale gezeigt wurde. Als Variation dieses Themas entstand 1983 der Film „Der Fotomatonreparateur“, der weggeworfene, abgefilmte Testfotos des für die Reparatur der Passbildautomaten verantwortlichen Mechanikers zeigt. Er nimmt deutlich die Idee aus „Die fabelhafte Welt der Amélie“ vorweg.
1982 produzierte die aus Dagmar Dimitroff, Nikolaus Utermöhlen und Wolfgang Müller bestehende Formation, gemeinsam mit den Einstürzenden Neubauten die Performance Wie man aus einer gelben Wanne eine Platte macht / Wassermusik.
Silvester 1983 nahm die Gruppe an der Ausstellung Der Hang zum Gesamtkunstwerk von Harald Szeemann im Berliner Delphi-Kino teil. Mitte 1984 erschien dann unter dem Titel „Chöre und Soli“ eine grüne Box, in der sich acht Miniphon-Schallplatten, ein batteriebetriebenes Abspielgerät und ein Begleitbuch befinden, diese „… witzige Verfremdung der beiden wichtigsten Geräte des Musikkonsumenten …“ ist heute ein gesuchtes Sammlerstück. Von seiner Idee, für die Alfred Hilsberg /Zickzack zwar eine vertragliche Option hatte, deren Veröffentlichung er jedoch als zu riskant ablehnte, konnte Wolfgang Müller schließlich Ursula Block / Gelbe Musik und Carmen Knöbel /Pure Freude überzeugen.
Ausgehend von einem Super-8-Szenentrenner, einem Ready-Made wurden 44 Einzelfilmbilder zu 44 abstrakten Gemälden. Sie wurden nach dem Daumenkino-Prinzip 1987 in einem Band unter dem Titel „Die Gesamtheit allen Lebens und alles Darüberhinausgehende“ reproduziert. Die Stiftung Kunstfond ermöglichte 2021 im Neustart Kulturprogramm den Druck des Ausmalbuchs „Ich bin Die Tödliche Doris“ mit den 44 Filmbildern.
Seit 1991 veröffentlichte der Berliner Martin Schmitz Verlag regelmäßig Bücher mit und über das Werk der Gruppe, 2017 übernahm der Hybriden-Verlag diese Funktion.

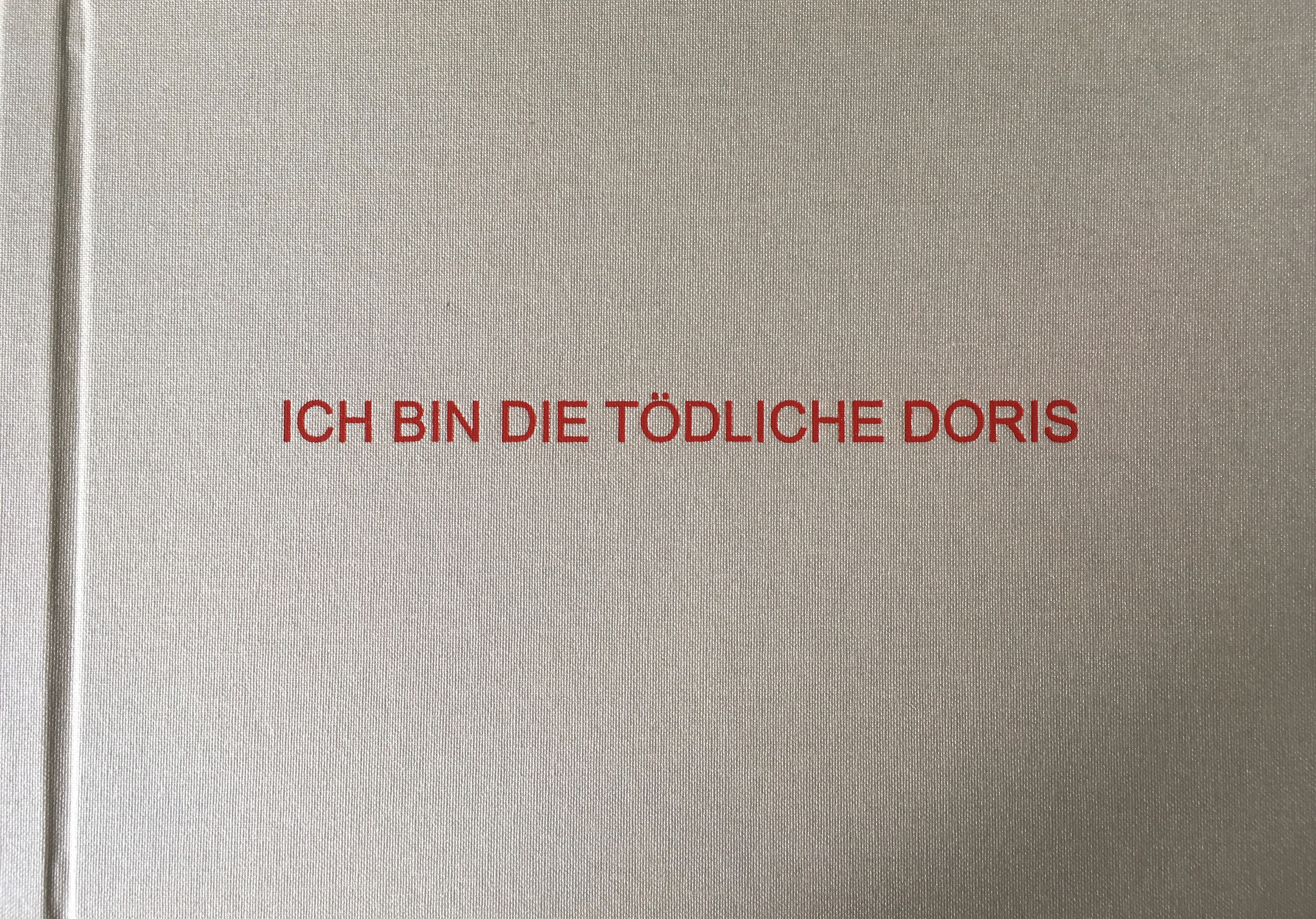

Die Tödliche Doris war Teilnehmer der documenta 8 in Kassel. Das Museum of Modern Art in New York, das Musée d'Art Moderne Paris sowie zahlreiche weitere Museen weltweit luden die Gruppe zu Auftritten und Filmvorführungen ein. Ein „Reenactment – Die Tödliche Doris – Das Typische Ding“ von Wolfgang Müller mit Tabea Blumenschein wurde in der Hyper-Ausstellung der Hamburger Deichtorhallen 2019 gezeigt. Hier besteht die Band aus 31 performenden Vibratoren, ihre Musik entspringt den Klängen deren Vibrationen unter Batterieeinfluss.
Das Haus der Tödlichen Doris wurde von 1987 bis 1991 bespielt, diente seitdem als Lagerraum für die Kunstwerke der Tödlichen Doris und beherbergte ihr Archiv. Am 14. Juli 2019 eröffnete es wieder unter der Leitung von Dr. An Paenhuysen, die das Werkverzeichnis von Wolfgang Müller und von Die Tödliche Doris erstellte. Seitdem fand im Haus und anderen Orten die unregelmäßige Veranstaltungsreihe “Eventualitäten” statt, bei denen Archivmaterial der Tödlichen Doris in neuen Kontexten und Aktualisierungen gezeigt wurde. Am 12. September 2022 löste sich das Haus der Tödlichen Doris als Institution im Norræna Húsið Reykjavík in die Walther von Goethe Foundation auf

### Film
Der Berliner Hauptstadtkulturfonds ermöglichte im Jahr 2003 die Restaurierung und Archivierung sämtlicher Super-8-Filme, die Müller und Utermöhlen unter dem Autorennamen Die Tödliche Doris zwischen 1980 und 1987 gedreht haben, insgesamt über 7 Stunden Material. Seitdem sind die Filme in digitaler Form wieder öffentlich zugänglich, wenn auch nur in indirekter Form, da die Auflage auf sieben Exemplare begrenzt ist. Als erste öffentliche Sammlung erwarb im Jahr 2004 die Stiftung Moritzburg/Halle die DVD für das Landesmuseum von Sachsen-Anhalt, im Jahr 2005 der Hamburger Bahnhof – Museum für Gegenwart in Berlin. Die Super-8-Filme wurden 2017 Teil der Sammlung Julia und Mario von Kelterborn und der Design-Universität von Kobe.
Auch die Super-8-Originale befinden sich zum Teil in Museen. Der Film „Tapete“ (27 Min.) befindet sich als 16-mm-Kopie in der Sammlung der Design-Universität von Kobe, Japan, „Das Leben des Sid Vicious“ (12 Min.) als Videokopie in der Videosammlung der Hamburger Kunsthalle. Das San Francisco Museum of Modern Art präsentierte erstmals die Filme in einer Ausstellung im September 2007 und das Los Angeles County Museum of Art im Januar 2009. Zuletzt, im November 2020 erwarb das Sprengelmuseum in Hannover sämtliche S-8-Filme auf DVD/Video. 2021 übergab Wolfgang Müller sämtliche Super-8-Filmoriginale und -videos an das Archiv der Deutschen Kinemathek – Museum für Film und Fernsehen, während der Verleih über die Galerie K-Strich in Bremen läuft. Dort befindet sich auch seit 2020 das Dorisarchiv.

## Werke

### Diskografie

#### Kassetten
- Der Siebenköpfige Informator, Berlin 1980
- Das typische Ding, Berlin 1981
- Tabea und Doris dürfen doch wohl noch Apache tanzen, Berlin 1981
- Die Tödliche Doris bewirbt sich um einen Sitz im Berliner Senat, Berlin 1981
- Helgoland 23. Juli 1983, Berlin 1984
- Die Über-Doris/The Super-Doris, (gesprochen von David Steeves, deutsch / englisch), Berlin 1986
- Live SO 36, 19. November 1982, Berlin 1986, (von der DTD gebootlegtes Bootleg)
- Chöre & Soli live im Delphi-Palast – Silvester 1983/84, Berlin 1986
- Losspielen, Berlin/Bremen 2013
- Die Tödliche Doris als Bausatz, (mit 36 Beiträgen internationaler Künstlerinnen), Berlin 2024

#### Schallplatten
- s/t (bekannt als: 7 tödliche Unfälle im Haushalt), 12″ Maxi, Hamburg 1981
- s/t, LP, Hamburg 1982
- Chöre & Soli, 8 Miniphonplatten mit Abspielgerät, Batterie und Buch in Box, Berlin / Düsseldorf 1983
- Naturkatastrophen, Katalog & Single, Berlin 1984
- Unser Debut, LP, Düsseldorf 1985
- sechs, LP, Düsseldorf 1986
- Liveplaybacks, LP, Berlin 1986
- Unser Debut + sechs, Doppel-LP, Tokio 1986
- Die unsichtbare 5. LP materialisiert als CD, CD, Berlin 1993
- Kinderringellreihen für wahren Toren des Grals (“Nursery Rhymes for True Fools of the Grail”), CD, Washington 2002
- Fallersleben, LP, Friedrichshafen 2004
- Zwei Herzen, 7inch, Friedrichshafen 2004
- Welten – Worlds – Ohontsa'shón:'a, LP, Friedrichshafen 2005
- Musiken I-IV, 2 7inch Vinyl, Berlin 2009
- STOPP der Information, 12" Maxi, Berlin 2013
- Die unsichtbare LP Nr. 5 Wiederveröffentlichung von Die Tödliche Doris, Major-Label, Leipzig 2015
- Sprechpause, LP, Goteborg 2018
- Das typische Ding – Reenactment (I), lim. Vinyl LP-Boxset mit 31 Illustrationen, Major Label, Leipzig 2019
- Das typische Ding – Reenactment (II), lim. CD-Boxset mit 31 Illustration, Suezan Label, Japan 2020
- Die Tödliche Doris bewirbt sich um einen Sitz beim Berliner Senat, lim. 7inch Vinyl, Galerie k-strich, Bremen 2021[17]

#### Werkausgaben
- Angeldust, Doppel-LP in Box, Deutschland 2003
- Strudelsölle, 6-fach-LP in Box, Friedrichshafen 2004

### Bibliografie

#### Primärliteratur
- Chöre & Soli, Düsseldorf/Berlin 1983 (Begleitheft zum gleichnamigen Tonträger, auch als Einzelveröffentlichung)
- Nahrungszubereitung für den Hungernden, Berlin 1985 (Mehrsprachige Broschüre mit Texten, Fotos, Zeichnungen und einem Pressespiegel zu allen Veröffentlichungen, Konzerten und Performances bis 1984)
- Die Gesamtheit allen Lebens und alles Darüberhinausgehende, Darmstadt 1987 (Katalog zur gleichnamigen Ausstellung mit 44 Abbildungen)
- Ich bin Die Tödliche Doris, (Ausmalbuch mit den 44 Gemälden), Berlin 2021, (Hg) Haus der Tödlichen Doris, unterstützt von der Stiftung Kunstfonds
- Ich bin die Tödliche Doris (ein Daumenkino Malbuch mit den 44 Gemälden), Berlin 2021, (Hg.) Antoine Prum, Galerie Requisite

#### Sekundärliteratur
- Die Tödliche Doris, Band 1. Schmitz, Kassel, 1991.
- Die Tödliche Doris, Weißer Burgunder aus Schweigen, deutsch-engl., Kassel 1993
- Doris als Musikerin, Die Tödliche Doris, Band 2, Berlin 1999
- Die Tödliche Doris – Kunst/Art (Die Tödliche Doris, Band 3), Berlin 1999
- Die Tödliche Doris – Kino/Cinema (Die Tödliche Doris, Band 4), Berlin 2003
- Die Tödliche Doris – Performance (Die Tödliche Doris, Band 5), Berlin 2017
- Die Tödliche Doris – Kostüme und Kulissen (Die Tödliche Doris, Band 7), Berlin 2018
- Die Tödliche Doris – Theater (Die Tödliche Doris, Band 8), Berlin 2019
- Die Tödliche Doris – Das Werkverzeichnis (Die Tödliche Doris, Band 9), Bremen 2020
- Die Tödliche Doris – Oper (Die Tödliche Doris, Band 10), Berlin 2022

### Filmografie

#### Super 8
- Sabine – aus meinem Tagebuch, 10 Min., 1980
- Material für die Nachkriegszeit, 25 min., 2. dramatisierte und gekürzte Fassung: 9 min., beide 1981
- Das Leben des Sid Vicious, 12 min., 1981
- Energiebeutel und Zeitblase, 12 min., 1981
- Fliegt schnell laut summend, 10 min., 1981
- Niemand sieht die Blindschleiche, 3 min., 1981
- Das Graupelbeerhuhn, 20 min., 1982
- Berliner Küchenmusik, 5 min., 1982
- Textfilm, 3,5 min., 1983
- Die Tödliche Doris live auf Helgoland, 23. Juli 1983, 6 min., 1983
- Blumen am Grab des Vaters, 12 min., 1983
- Der Fotomatonreparateur, 2 min., 1983
- LIVE, 2,5 min., 1983
- Wasserballet, 3 min., 1984
- Tapete, 23 min., 1984
- Mädchenherzen, 3 min., 1984
- Kulisse, 60 min., 1984
- Tanz 2, 0,5 min., 1984
- Zwei Witwen, 2,5 min., 1984
- Die Tödliche Doris, 9 min., 1984
- Zoom, 2,5 min., 1985
- Die unsichtbare 5. LP materialisiert als Super-8-Film, 3 min., 1985
- Städte, 105 min., 1987 (Der darin enthaltene Städtefilm Berlin West hier online)
- Unbefleckte Empfängnis, 1 min., 1986 (Episode in Jesus – Der Film)
- Die Gesamtheit allen Lebens und alles Darüberhinausgehende, 1,83 Sekunden, 1987
- Eine Frau zur selben Zeit an einem anderen Ort, 9 min., 1987

#### DVD
- Gehörlose Musik/Deaf Music: Die Tödliche Doris in gebärdensprachlicher Gestaltung, DVD und Buch, Berlin 2006

## Sekundärliteratur und Film
Film
- 1984: So war das S.O. 36, eine Dokumentation über das SO36 in den frühen 1980er Jahren, Regie von Manfred O. Jelinski und Jörg Buttgereit (Co-Regie)
- 2015: B-Movie: Lust & Sound in West-Berlin 1979-1989, eine Dokumentation mit Mark Reeder, Jörg A. Hoppe, Klaus Maeck, Heiko Lange und Alexander von Sturmfeder